# Annie Dodge Wauneka

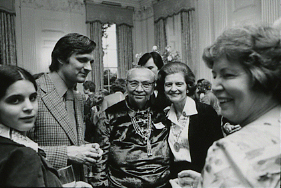
Annie Dodge Wauneka (mittig) 1975 bei einem Empfang im Weißen Haus

Annie Dodge Wauneka (* 10. April 1910 in der Navajo Nation Reservation nahe dem heutigen Sawmill, Arizona, als Annie Dodge; † 10. November 1997 in Toyei, Arizona), teils auch Annie D. Wauneka, war eine US-amerikanische Politikerin und Gesundheits- und Hygieneaktivistin der Navajo. 1952 wurde sie als zweite Frau überhaupt in das Navajo Tribal Council gewählt und übernahm ein Jahr später die Leitung des Gesundheitsausschusses, eine Position, in der sie sich für bessere Gesundheits- und Hygienebedingungen in der Navajo Nation Reservation einsetzte. Für ihr Engagement wurde sie mehrfach ausgezeichnet, darunter 1963 mit einer Presidential Medal of Freedom.

## Leben
Dodge Wauneka wurde 1910 in der Navajo Nation Reservation nahe dem heutigen Sawmill, Arizona, als Tochter von Henry Chee Dodge und K'eehabah, einer seiner drei Ehefrauen, geboren. Ihre Familie gehörte zum Clan Tse níjikíní der Navajo. Ihr Vater war ein prominenter Anführer der Navajo und stand von 1942 bis 1947 dem Navajo Tribal Council vor. Chee Dodge, der fließend Englisch sprach, besaß zudem eine eigene Farm, auf der Dodge Wauneka schon als kleines Mädchen Schafe hütete. Mit acht Jahren wurde sie auf das Internat des Bureau of Indian Affairs in Fort Defiance, Arizona, geschickt, vier Jahre später wechselte sie auf ein anderes Internat in Albuquerque, New Mexico. Wie auf anderen solcher American Indian boarding schools wurde Dodga Wauneka in diesen Internaten auf Englisch erzogen. Während der Spanischen Grippe sowie eines Ausbruchs von Chlamydia trachomatis an ihrer Schule erhielt sie auch eine praktische Ausbildung in Gesundheits- und Krankenpflege, ein Berufsfeld, für das sie sich nachhaltig zu interessieren begann. Eine eigene Ansteckung mit der Spanischen Grippe überlebte sie.
Nach Abschluss der elften Klassenstufe verließ sie 1928 das Internat und heiratete ein Jahr später ihren früheren Klassenkameraden George Wauneka, mit dem sie gemeinsamen Eltern von acht Kindern wurden. Zwei starben allerdings bereits während der Kindheit. Die Familie lebte zunächst in Sonsela Buttes nahe Sawmill in Arizona und zog zwei Jahre später nach Tanner Springs, wo sie im Auftrag ihres Vaters eine seiner Farmen führten. Neben der Erziehung ihrer Kinder und dem Unterhalt der Farm begleitete sie regelmäßig ihren Vater bei dessen Amtsgeschäften, unter anderem bei Besuchen von besonders armen Navajos, deren Hygiene- und Gesundheitsprobleme Dodge Wauneka belasteten. Durch die Aktivitäten ihres Vaters nahm Dodge Wauneka auch regelmäßig als Gast an den Sitzungen des Navajo Tribal Council teil, wo sie rege mitdiskutierte, obgleich die politische Beteiligung von Frauen im Council damals noch eine Seltenheit war. 1942 wurde sie zudem in ihr lokales Grazing Committee gewählt. Auch nach dem Tod ihres Vaters 1947 setzte sie ihre politische Beteiligung fort und konnte sich eine gewisse Wertschätzung erarbeiten. 1951 wurde sie gefragt, ob sie nicht für einen der Sitze im Rat kandidieren wolle. Dodge Wauneka kandidierte und wurde so – als zweite Frau nach Lily J. Neil – in das Council gewählt. Mehrfach wurde sie wiedergewählt.
Ab Februar 1952 nahm Dodge Wauneka regelmäßig an den Reisen von Vertretern des Navajo Tribal Council nach Washington, D.C. zum Bureau of Indian Affairs teil. So wurde sie auch in der US-amerikanischen Hauptstadt als eine prominente Stimme ihres Volkes bekannt. Im Juni 1953 adressierte sie vor ihren Kollegen im Navajo Tribal Council das Problem eines akuten Tuberkuloseausbruchs in der Reservation. Dodge Wauneka wurde dazu bestimmt, den Gesundheitsausschuss des Councils zu leiten, um den Ausbruch einzudämmen. Zunächst holte sie über den United States Public Health Service zusätzliche Informationen über die Krankheit ein und begann dann, dieses Wissen an die Einwohner der Reservation weiterzugeben. Mitte der 1950er ging sie an die University of Arizona und machte dort einen Bachelor of Science in Public Health. Auch nach dem Tuberkuloseausbruch behielt sie die Leitung des Gesundheitsausschusses inne und führte unter anderem weitere Kampagnen gegen Influenza und Chlamydia trachomatis wie auch gegen die schlechten hygienischen Bedingungen in der Reservation.
Durch verschiedene Maßnahmen versuchte sie, das öffentliche Bewusstsein für die Hygiene- und Gesundheitsthematik zu erhöhen. Daneben stellte sie unter anderem ein medizinisches Englisch-Navajo-Wörterbuch zusammen, um die Kooperation von Medizinmännern der Navajo und weißen Ärzten zu erleichtern. Die Vermittlung zwischen Weißen und Native Americans gehörte zu den wichtigsten Zielen von Dodge Wauneka. Auch für ihre medizinische Arbeit war sie aber öffentlich bekannt; unter anderem diente sie im Beraterkomitee des Surgeon General of the United States und des United States Public Health Service. 1976 veröffentlichte sie im Magazin Wassaja: A National Newspaper of Indian America die einflussreiche Studie The Dilemma for Indian Women. Erst 1978 schied sie aus dem Navajo Tribal Council aus, blieb aber auch danach in der Gesundheitspolitik der Navajo Nation involviert. 1993 wurde bei ihr die Alzheimer-Krankheit diagnostiziert. Dodge Wauneka verstarb 1997 in einem Pflegeheim in Toyei, Arizona, im Alter von 87 Jahren. Nachrufe erschienen in mehreren überregionalen Zeitungen. Die Washington Post betrauerte eine „legendäre Navajo-Anführerin“, die New York Times sprach davon, dass Dodge Wauneka die „medizinische Navajo-Apostelin“ gewesen sei.
Biografisches Material zu Dodge Wauneka ist als Teil der Records of the Province of St. John the Baptist Franciscans, 1868–1978 im Besitz der  University of Arizona Library Special Collections der University of Arizona in Tucson.

## Rezeption

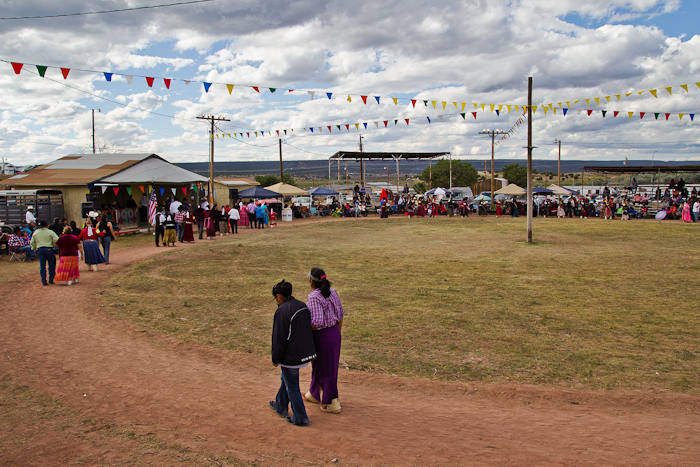
Die Annie Wauneka Arena in Window Rock

Carolyn J. Niethammer veröffentlichte 2001 die Biografie I’ll Go and Do More: Annie Dodge Wauneka, Navajo Leader and Activist. Bereits 1972 verfasste Mary Carroll Nelson das Jugendbuch Annie Wauneka, ein weiteres Jugendbuch verfasste Carolyn J. Niethammer 2006 unter dem Titel Keeping the Rope Straight: Annie Dodge Wauneka's Life of Service to the Navajo. Einträge zu Dodge Wauneka existieren in vielen Lexika zu Native Americans, auch die American National Biography führt einen Eintrag zu ihr.

## Ehrungen (Auswahl)
- 1959: Arizona Woman of the Year des Arizona Press Women's Club[1]
- 1959: Auszeichnung durch die Arizona Public Health Association[1]
- 1959: Indian Council Fire Achievement Award[3]
- 1963: Presidential Medal of Freedom[1]
- 1973: Honorary Fellow Award der Society for Public Health Education[7]
- 1975: Will Ross Medal[8]
- 1976: Woman of the Year des Ladies' Home Journal[1]
- 1976: Ehrendoktorin (Doctor of Public Health) der University of Arizona[1]
- 1980: Ehrendoktorin (Doctor of Humanities) der University of Albuquerque[1]
- 1984: Navajo Medal of Honor[9]
- 1985: Ehrendoktorin (Doctor of Human Letters) der University of New Mexico[1]
- 1996: Ehrendoktorin (Doctor of Laws) der University of Arizona[1]
- 2000: Aufnahme in die National Women’s Hall of Fame[3]
- 2002: Aufnahme in die Arizona Women’s Hall of Fame[3]